# Sayville
Sayville és una concentració de població designada pel cens dels Estats Units a l'estat de Nova York. Segons el cens del 2000 tenia 16.735 habitants.

## Demografia
Segons el cens del 2000, Sayville tenia 16.735 habitants, 5.603 habitatges, i 4.353 famílies. La densitat de població era de 1.168,4 habitants per km².
Dels 5.603 habitatges en un 40,3% hi vivien nens de menys de 18 anys, en un 65,2% hi vivien parelles casades, en un 9,5% dones solteres, i en un 22,3% no eren unitats familiars. En el 17,5% dels habitatges hi vivien persones soles el 8% de les quals corresponia a persones de 65 anys o més que vivien soles. El nombre mitjà de persones vivint en cada habitatge era de 2,92 i el nombre mitjà de persones que vivien en cada família era de 3,34.
Per edats la població es repartia de la següent manera: un 27,2% tenia menys de 18 anys, un 6,2% entre 18 i 24, un 30,7% entre 25 i 44, un 24,1% de 45 a 60 i un 11,8% 65 anys o més.
L'edat mediana era de 37 anys. Per cada 100 dones de 18 o més anys hi havia 88,9 homes.
La renda mediana per habitatge era de 75.236 $ i la renda mediana per família de 85.229 $. Els homes tenien una renda mediana de 57.055 $ mentre que les dones 35.091 $. La renda per capita de la població era de 28.723 $. Entorn del 2,5% de les famílies i el 4,1% de la població estaven per davall del llindar de pobresa.